# تروبيكاميد
التروبيكاميد ويباع تحت الاسم التجاري (مايدرياسل) وهو دواء يستخدم كموسع لحدقة العين وللمساعدة في فحص العين. وعلى وجه التحديد فحص الجزء الخلفي من العين. ويتم تطبيقه كقطرة عينية. يبدأ التروبيكاميد في اظهار مفعولة بغضون40 دقيقة ويستمر تأثيره لمدة تصل إلى يوم واحد.
تشمل الاثار الجانبية للتروبيكاميد غباشة الرؤية وزيادة ضغط العين والحساسية للضوء. وهناك اثر جانبي نادر لكنه خطير على الأطفال  وهو الذهان.من غير الواضح إذا ما كان الاستخدام امنا خلال الحمل ولكنه امن بالنسبة للطفل. يعد التروبيكاميد جزء من عائلة ادوية مضادات الكولين. حيث يعمل عن طريق جعل العضلات داخل العين غير قادرة على الاستجابة.
تمت الموافقة على دواء التروبيكاميد للاستخدام الطبي في الولايات المتحدة في عام 1960، وهو على قائمة الأدوية الأساسية لمنظمة الصحة العالمية ويعد من الادوية الأكثر فعالية وأمنا المطلوبة في النظام الصحي. تبلغ تكلفة الجملة في الدول النامية حوالي 4.19 إلى 4.55 دولارا لكل زجاجة سعتها 15 مل. اما في الولايات المتحدة فتبلغ تكلفة العلاج كاملة أقل من 25 دولارا أمريكيا.

## الاستخدام الطبي

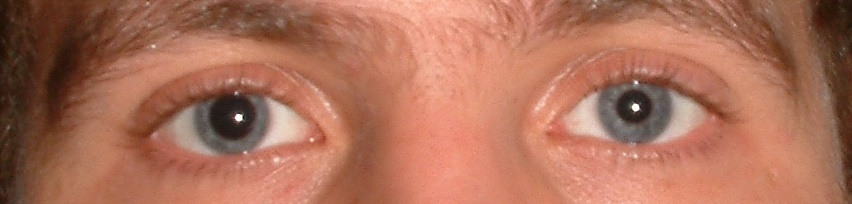
تفاوت في الحدقتين نتيجه تقطير العين اليمنى فقط بتروبيكامايد.

التروبيكاميد يعد دواء مضاد لمستقبل المسكارين ينتج عنه توسعا طفيفا في حدقة العين بالإضافة إلى شلل العضلة الهدبية عند تطبيقه كقطرات للعين. يتم استخدامه للسماح باجراء فحص أفضل للعدسة، الجسم الزجاجي والشبكية. بسبب مدة تأثيره القصيرة نسبيا (4-8 ساعات) يتم استخدامه عادة أثناء فحوصات العين مثل فحص قاع العين المتوسعة، ولكن يمكن استخدامه أيضا قبل أو بعد جراحة العين. عادة ما تستخدم القطرات المسبة لشلل العضلة الهدبية لعلاج التهاب العنبية الأمامي وتقليل خطر التصاق القزحية الخلفي، كما وتخفف من الالتهاب في حجرة العين الأمامية.
عادة ما يتم استخدام قطرة التروبيكاميد مع دواء البارا هيدروكسي أمفيتامين تحت الاسم التجاري (باريميد) الذي هو دواء محاكي الودي.
استخدام الأدوية المحاكية الودية يسبب توسع عضلة القزحية لتكون مباشرة التحفيز مما يسبب في زيادة التوسع، في الولايات المتحدة عادة ما يتم استخدام القطرة المحاكية الودية الفينيليفرين هيدروكلورايد بتركيز 2.5% الموجودة تحت الاسم التجاري (أي كي – ديلات)مع دواء التروبيكاميد.

## الآثار الجانبية
يسبب التروبيكاميد وخزا مؤقتا وارتفاعا طفيفا مؤقتا في ضغط العينن لدى غالبية المرضى. كما وقد يسبب احمرار العين أو التهاب الملتحمة وكما يسبب غباشا في الرؤية القريبة لفترة قصيرة بعد تطبيقها (فيجب توخي الحذر ويجب على المريض القيادة فقط عندما تعود الرؤية إلى طبيعتها).
قد يسبب التروبيكاميد في حالات نادرة جدا  هجمة حادة من الجلوكوما ذات الاغلاق الزاوي مع المرضى الذين يعانون من تضيق زوايا حجرة العين الأمامية ويجب تقييم خطر الاغلاق من قبل الممارس قبل التقطير. وعادة ما يتم تفضيل قطرة التروببيكاميد على الأتروبين لأن الاتروبين له عمر أطول مما يؤدي إلى اطالة مدة الغباش لمدة تصل إلى اسبوع.الاتروبين يسبب وخزا اقل من التروبيكاميد ولكن يمكن ان يكون ساما وقاتلا إذا تم تطبيقه بكميات كبيرة على الأطفال أو البالغين.
الاثار الجانبية الجهازية نادرة جدا.

## الاستخدام غير المشروع
وفقا لباحثين من مشروع ريدنت الممول من قبل المفوضية الأوروبية في روسيا ان التروبيكاميد يساء استخدامه بتعاطيه حقنا عبر الوريد كمخدر ترفيهي مسبب للهذيان وهو غير مكلف. وعادة ما يتم مزجه مع الهيروين، الميثادون وغيره من الادوية لزيادة تأثيره المخدر عند حقنه وريديا.

## الشكل الفراغي
يتكون التروبيكاميد من متصاوغين. وهذا هو الراسيمات (مركب لا استقطابي) ومثال ذلك خليط ع شكل حرف الراء والسين بالإنجليزية.
| Enantiomers of Tropicamide | Enantiomers of Tropicamide |
| -------------------------- | -------------------------- |
| CAS-Nummer: 92934-63-9     | CAS-Nummer: 92934-64-0     |